# Miloslav Ducháč
Miloslav Ducháč (24. ledna 1924 Praha – 28. dubna 2008) byl český klavírista, skladatel a aranžér. Svojí profesní kariéru jako aranžér v orchestru Bobka Bryena. Od roku 1943 spolupracoval s Karlem Vlachem.

## Filmografie
scénář:
- Medailon Yvetty Simonové (1970 – TV)

hudba:
- Chlapci, zadejte se (1964)
- Hvězda jede na jih (1958)

hudební dramaturgie:
- Písničky roku (1971 – TV)
- Písničky roku (1970 - TV)
- Medailon Yvetty Simonové (1970 – TV)

## Seznam písňové tvorby (výběr)
- poz. – píseň – interpret – (text) – rok

(/t:) – doposud nezjištěný autor textu
- (na doplnění)

- Hodné štěně (nazpíval Jan Werich) [2]
- Ani ve snu bych se nenadál – (t: Jiří Traxler)
- Romantická – (t: Jiřina Fikejzová)
- Až budeš má – (/t:)
- Co ti mám říct – (/t:)
- Dobrou noc – (/t:)
- Láska bez hádky – (t: Vladimír Dvořák)
- Prázdný kout – (t: Jaroslav Moravec)
- Ranní písnička – (t: Vladimír Dvořák)
- Šťastný den – (/t:)
- Tak nevím – (t: Vladimír Dvořák)
- Už bude šest – (t: Vladimír Dvořák)

## Publikace
- Lubomír Dorůžka, Miloslav Ducháč: Karel Vlach – 50 let života s hudbou (Nakladatelství Ekopress 2003, ISBN 80-86119-63-7, 320 s.)